# Paul Johner
Paul Ferdinand Johner (* 10. September 1887 in Zürich; † 25. Oktober 1938 in Berlin) war ein Schweizer Schachmeister.
Er war der ältere Bruder von Hans Johner und wie dieser ebenfalls Musiker (Violine). Paul Johner gewann die Schweizer Meisterschaft insgesamt sechsmal (1907 (geteilt), 1908 (geteilt), 1925, 1928 (geteilt), 1930 und 1932 (geteilt)). Er war Mitglied der Schachgesellschaft Zürich.
Daneben trat er für die Schweiz 1936 am 2. Brett bei der Inoffiziellen Schacholympiade in München an (+4 =6 −7).
Darüber hinaus nahm er an mehreren Turnieren teil, landete aber vielfach im hinteren Mittelfeld. Er gewann allerdings die Nordischen Meisterschaften 1916 in Kopenhagen, teilte mit Walter John den 1. Platz 1917 in Berlin und gewann das B-Turnier in Göteborg 1920.  
Sein größter Einzelerfolg blieb indes die beste Einzelwertung (gemeinsam mit Rudolf Spielmann) 1923 in Scheveningen, wo auch erstmals nach dem Scheveninger System gespielt wurde. Johner blieb dabei ungeschlagen und Spieler wie Richard Réti, Géza Maróczy, Jacques Mieses, Edgard Colle, Fred Dewhirst Yates und der junge Max Euwe schnitten bedeutend schlechter ab. 
Im gleichen Jahr gelang ihm in Triest ein weiterer Sieg vor Esteban Canal, Fred Yates, Siegbert Tarrasch, Stefano Rosselli, Lajos Asztalos und anderen. Sein letztes Turnier bestritt er im Jahre 1930.
Seine höchste historische Elo-Zahl war 2637, die er im Juni 1925 erreichte. 1921 stand er mit einer Zahl von 2616 auf Platz 10 der Weltrangliste.